# The Age of the Understatement (album)
The Age of the Understatement is het eerste album van de Britse band The Last Shadow Puppets en werd uitgebracht op 21 april 2008.
Het album ging in het Verenigd Koninkrijk rechtstreeks naar nummer 1 in de UK Album Charts. Ook de gelijknamige single ging naar nummer 1 in de Indie Single Charts.

## Tracklist
1. The Age of the Understatement
2. Standing Next to Me
3. Calm Like You
4. Separate & Ever Deadly
5. The Chamber
6. Only the Truth
7. My Mistakes Were Made for You
8. Black Plant
9. I Don't Like You Anymore
10. In My Room
11. The Meeting Place
12. Time Has Come Again